# 尹一相
尹 一相（ユン・イルサン、朝鮮語: 윤일상、1908年9月10日 - 1975年9月28日）は、大韓民国の教育者、政治家。第3代韓国国会議員。
本貫は坡平尹氏。

## 経歴
京畿道江華郡出身。水原高等農林学校（水原農林専門学校を経てソウル大学校農業大学）卒。咸鏡南道新嘉坡営林署、平安北道寧辺農業学校教員などを7年間務めた後、1946年より江華公立農業学校の校長に就任した。他には国会議員および江華中学校校長、国民会江華郡支部副支部長・支部長、良道面議会議長、江華畜産同業組合組合長、江華漁業組合組合長、自由党江華郡党委員長、国会宗教団体（儒道会）官力干渉に関する特別調査委員会委員長、大韓塩業組合中央会理事長などを務めた。
1975年9月28日、ソウル市冠岳区の自宅で持病により死去。享年68。